# 林斯諺
林 斯諺（りん しげん、リン スーイェン、1983年 - ）は台湾の推理作家。嘉義県新港郷生まれ。台湾推理作家協会会員。『歳月・推理』誌特約編集員。

## 来歴
- 2003年 - 第1回人狼城推理文学賞（現・台湾推理作家協会賞）で短編「霧影莊殺人事件」が佳作に選ばれる。
- 2004年 - 短編「羽球場的亡靈」（バドミントン場の亡霊）で同賞の第2回大賞を獲得。
- 2005年 - 初の単行本『尼羅河魅影之謎』（小知堂）を出版。
- 2009年 - 『冰鏡莊殺人事件』が第1回島田荘司推理小説賞の最終候補作となる。
- 2012年 - 短編「第五大道谋杀案」が第一回華文推理大奨賽において第2位に入選。

台湾の新世代を代表する推理作家で、その上質な作品により瞬く間に台湾推理小説界を席巻した。筆致の美しさ、論理性の重視、謎の複雑さと意外性を特色としており、古典的推理小説の約束事を守りながらも、常に新しいものを生み出している。2003年に短編「霧影莊殺人事件」で第1回人狼城推理文学賞（現・台湾推理作家協会賞）の佳作（大賞作品なし）となり、翌年に短編「羽球場的亡靈」で第2回人狼城推理文学賞大賞を受賞した。「羽球場的亡靈」は輔仁大学の学生らによって映画化され、2007年5月に台北の書店・誠品信義店で上映された。また、エラリー・クイーンズ・ミステリ・マガジン2014年8月号に「The Ghost of Badminton Court」の題で英訳が掲載されている。
最も敬愛する推理作家はエラリー・クイーン、最も敬愛する哲学者はキルケゴールであると述べている（『霧影莊殺人事件』明日工作室、2006 作者紹介参照）。
林斯諺の作品で探偵役を務めるのは青年哲学教授・林若平（りん じゃくへい、リン ルオピン）で、その探偵譚が作者の推理小説の大部分を占めている。

## 作品リスト
単行本
- 尼羅河魅影之謎 （小知堂文化事業有限公司、2005年3月） - 長編
- 雨夜莊謀殺案 （小知堂文化事業有限公司、2006年1月／『雨夜送葬曲』要有光、2015年11月） - 長編
- 霧影莊殺人事件 （明日工作室、2006年4月） - 短編集
  - 「霧影莊殺人事件」（『推理雑誌』227号、2003年9月）
  - 「羽球場的亡靈」（『野葡萄文学誌』（野葡萄文學誌）14-15号、2004年）
- 淚水狂魔 （明日工作室、2008年6月／尖端出版、2015年5月） - 中編/長編。第2回浮文誌新人賞応募作に加筆したもの。2015年刊行の版では更に大幅な加筆が加えられている。
- 冰鏡莊殺人事件 （皇冠文化、2009年8月） - 長編
- 芭達雅血咒（皇冠文化、2010年8月） - 長編
- 無名之女（皇冠文化、2012年9月） - 長編
- 假面殺機（要有光、2013年8月） - 長編
- 霧影莊殺人事件（要有光、2014年1月） - 短編集
  - 「霧影莊殺人事件」
  - 「羽球場的亡靈」
  - 「向日葵輓歌」（推理雑誌236号、2004年6月） - 原題「暴力教室」
  - 「霧林村的慘劇」（推理雑誌218号、2002年12月） - 原題「銷凝之村」
- 馬雅任務（要有光、2014年12月） - 長編

アンソロジー収録短編
- 聖誕夜奇蹟 - 『台灣推理作家協會傑作選1』、2008年3月 - 初出：推理雑誌267号、2007年1月
- 第五大道谋杀案 - 『推理者的游戏 第一届华文推理大奖赛典藏集（上卷）』、2013年1月、新星出版社 - 初出：『歳月・推理』2012年第一集

未収録短編
- 判決 （推理雑誌217号、2002年11月） - のちに「褪色的愛」に改題
- 鋼琴裡的愛情 （推理雑誌229号、2003年11月）
- 戀愛密碼 （推理雑誌231号、2004年1月）
- 殘冬 （野葡萄文学誌7号、2004年）
- 冰之刃 （推理雑誌242号、2004年12月）
- 看不見的密室 （野葡萄文学誌22号、2005年）
- 愛的交點 （推理雑誌254号、2005年12月）
- 床鬼 （推理雑誌256号、2006年2月）
- 偷走你的心 （推理雑誌275号、2007年9月）

他

## 哲学の著作
- Beardsley on Literature, Fiction, and Nonfiction. Journal of Aesthetics & Culture, Vol.8, 2016, doi:10.3402/jac.v8.29208